# Измайлово (природно-исторический парк)
Природно-исторический парк «Изма́йлово» (прежнее название — Изма́йловский парк культуры и отдыха имени Сталина) — особо охраняемая природная территория, подведомственная Государственному природоохранному бюджетному учреждению «Мосприрода», относящемуся к Департаменту природопользования и охраны окружающей среды города Москвы.
Занимает площадь 1608,1 га. Парк включает в себя: Измайловский и Терлецкий лесопарки, Серебряно-Виноградный пруд с островом,  Измайловский парк культуры и отдыха.

## История Измайловского парка
Измайлово известно с 1389 года. По переписи земельных владений 1571 года относилось к Васильцеву стану Московского уезда. В 1571—1585 годах здесь была усадьба боярина Н. Р. Захарина-Юрьева. В 1585—1654 годах владельцами являлись его потомки — Романовы, затем это место принадлежало дворцовому ведомству (1654—1837). С 1663 года усадьба стала вотчиной царя Алексея Михайловича и была создана обширная загородная резиденция. По приказу царя, реку Серебрянку запрудили в нескольких местах, создав пруды: Лебедянский, Просянский, Измайловский, Серебряный, Виноградный. Два последних образовали остров, где и был устроен Государев дворец. С тех времён сохранился Покровский собор, возведённый в 1679 году на месте ещё более старой, деревянной церкви, которую строил Иван Романов в память о победе над врагами в Смутное время.
В царской вотчине было устроено охотничье хозяйство, зверинец, Псарный и Сокольничий дворы, сады, поля и десятки прудов для их орошения. Использовались новейшие по тем временам достижения агрономии и садоводства, выращивались всякие «диковины». Крутились мельницы, плодилась водоплавающая птица и рыба.
В усадьбе Алексея Михайловича было несколько садов: Виноградный, Аптекарский, Тутовый; также ягодники, огороды, разводили хмель. Стояло много различных служебных и хозяйственных построек, в том числе пчельник, мельница, оранжереи, стекольный завод, льняная мануфактура. Садовый комплекс имел планировку с элементами регулярного стиля. В саду работали как русские, так и иностранные мастера. Кроме плодовых деревьев и кустарников высаживались и декоративные виды, были цветники. В середине XIX века ещё сохранялись липовые аллеи, посаженные, по преданию, Алексеем Михайловичем. В садах проводились опытные работы по разведению южных растений.
Пётр I проводил в Измайлове потешные игры. До настоящего времени частично сохранились земляные редуты. По приказу Петра Первого на Серебрянке была сооружена Просянская (Жуковская) плотина, остатки которой сохраняются и известны посетителям как «холмы» или «дамба», позволившая испытывать в наполненном Просяном пруду (ныне осушенном) найденный им в Измайлове и восстановленный ботик «Святой Николай».
Позднее в Измайлове жила Анна Иоанновна. Будучи любительницей охоты, она в 1731 году завела обширный зверинец, имевший большую известность.
В 1865 году здесь была создана Измайловская опытная пасека. Это образцовое хозяйство, ставшее ведущей школой для многих поколений русских пчеловодов. С 2002 года здесь располагается эколого-просветительский центр «Царская пасека».

## Измайловский парк в XIX веке
После Алексея Михайловича усадьба постепенно приходит в упадок. С 1839 года здесь располагается Николаевская военная богадельня. В середине XIX века территория переходит в удельное ведомство. В Измайлове начинается ведение лесного хозяйства. Лесной массив разделяется на кварталы, создаётся мелиоративная сеть. Высаживаются лесные культуры «иноземных пород».

## ГАУК г. Москвы «Измайловский парк культуры и отдыха» (на запад от Главной аллеи)

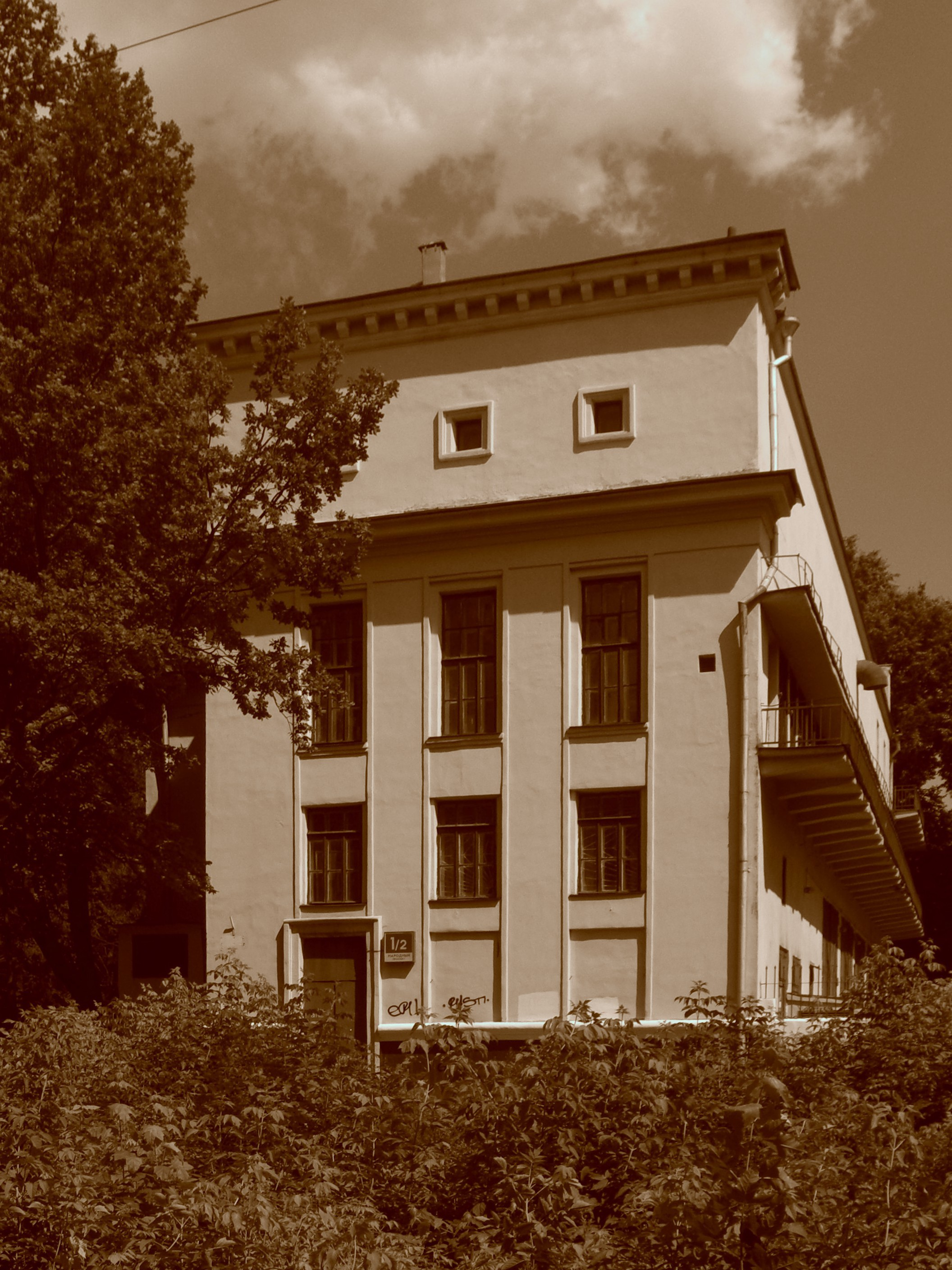
Трансформаторная подстанция.

Ранее на окраине нынешнего парка был Измайловский зверинец, местность была известна под этим названием. Как напоминание об этом, остались 1-я и 2-я улица Измайловского зверинца, 2 переулка и Зверинецкая улица.
Период расцвета парка пришёлся на 1930-е годы. В 1930 году решением Моссовета был учреждён Московский Измайловский ПКиО площадью 1200 га, который стал быстро развиваться. В 1932 году переименован в «ПКиО им. Сталина». Тогда это был один из лучших парков СССР, была построена парашютная вышка, театр, кинотеатр и многое другое. Планировалось построить и детскую железную дорогу. Генеральный план парка разработали в 1936—1941 годах архитекторы В. И. Долганов, М. П. Коржев и М. И. Прохорова.
Планы у архитекторов парка были грандиозны — создать на месте парка огромный искусственный водоём, на другом конце которого построить Центральный Стадион СССР им. Сталина. Он должен был быть главным стадионом СССР. Московский метрополитен даже построил вблизи от будущего «гиганта» станцию метро «Партизанская» (проектные названия «Стадион им. Сталина», «Стадион СССР», в 1944—1947 годах станция называлась «Измайловский парк культуры и отдыха имени Сталина», в 1963—2005 «Измайловский парк»). Однако стадион до конца не достроили, но успели сделать одну его часть (сохранена). Искусственный водоём в парке также не был сделан.
После смерти Сталина парк начал постепенно превращаться в обычную прогулочную зону, замыслов строить там что-то грандиозное уже не было. После доклада о «культе личности» фигура Сталина была заменена на памятник В. И. Ленину, название парка изменилось на «Измайловский ПКиО».
К Всемирному фестивалю молодёжи и студентов в 1957 году по личному распоряжению Н. С. Хрущёва поставили Измайловское колесо обозрения — второе по высоте в столице (тогда первое) имело высоту 60 метров. Сконструировал колесо обозрения Георгий Хромов.

### Доступные виды отдыха
| Зима | - Катание на конных и санных упряжках - Каток «Серебряный лёд» - Большие ледяные горки | - Малое колесо обозрения - Лыжная база                    |
| Лето | - 2 парка аттракционов - Большое и Малое колесо обозрения - Лодочная станция           | - Прокат велосипедов - Катание на лошадях - Автопаровозик |

## Особо охраняемая природная территория (ООПТ)
Постановлением Правительства Москвы от 21 июля 1998 года за № 564 за Измайловским парком закреплён статус особо охраняемой природной территории (ООПТ) регионального значения и стал называться природно-историческим парком «Измайлово». Природными памятниками были объявлены:
- долина реки Серебрянки, площадь — 68,0 га[5];
- липняк зеленчуковый, площадь — 10,6 га[6];
- липняк пролесниковый, площадь — 20,4 га[7];
- дубняк лещиновый, площадь — 9,8 га[8];
- чёрноольшанник в пойме Чёрного ручья, площадь — 4,0 га[9]
- лиственничник, площадь — 0,7 га[10];
- липняк с редкими видами трав, площадь — 4,0 га[11];
- высоковозрастный сосняк; переходное болото у Елагинской просеки; старые лиственницы; дубы Терлецкой дубравы — в перспективе.

Основной её водоток — река Серебрянка. Живописный участок долины Серебрянки объявлен памятником природы. Это наименее нарушенная речная долина в городе: с широкой поймой, цветущими лугами, обширным черноольшанником и низинными болотцами.

### Царская пасека

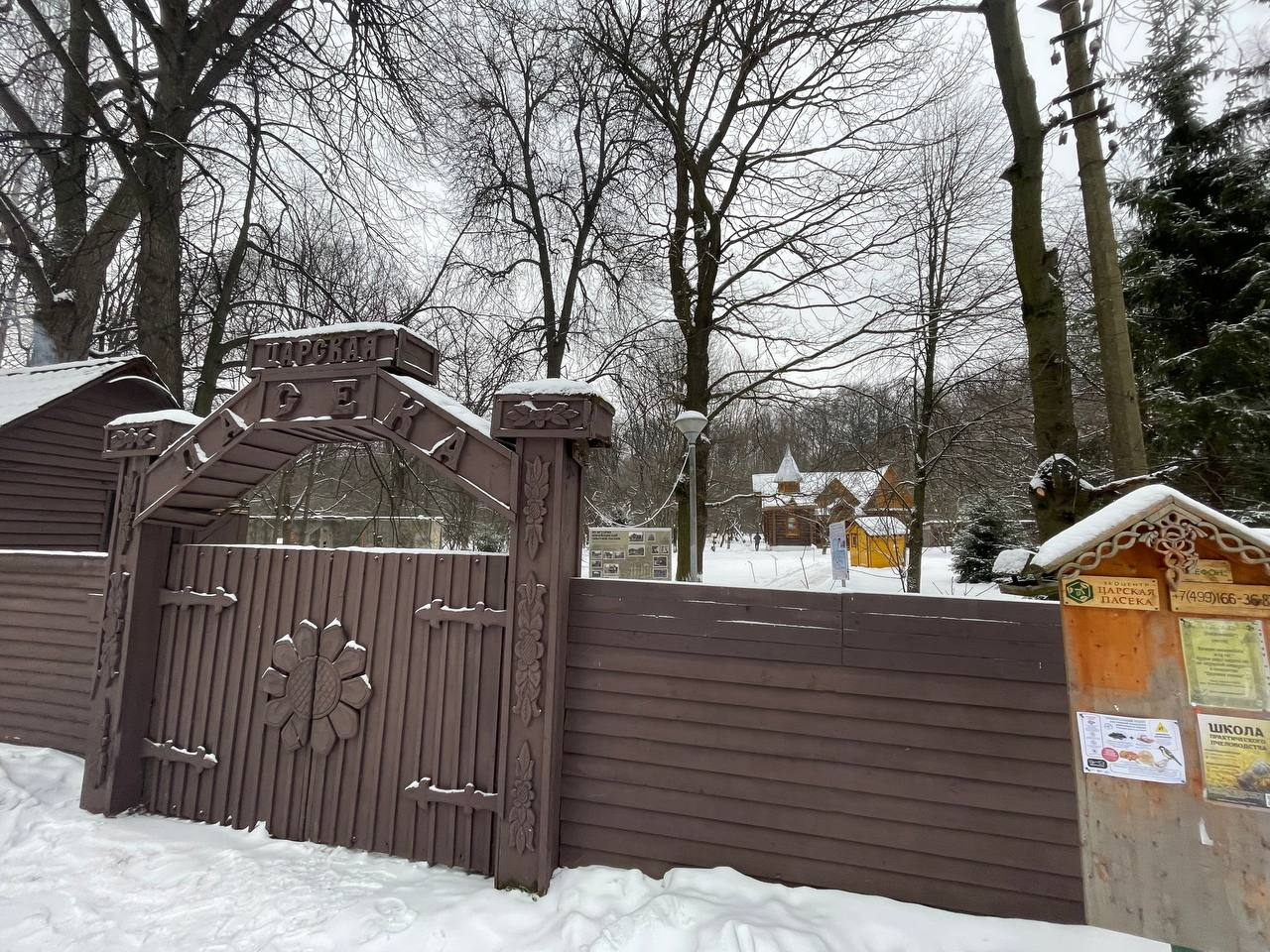
Царская пасека в Измайловском лесопарке

На территории парка располагается эколого-просветительский центр «Царская пасека». На территории экоцентра расположены пруд, бревенчатый резной дом с крыльцом. Экоцентр был открыт в 2002 году на месте существовавшей здесь Измайловской опытной пасеки.

### Плотина
Просянская плотина была построена в XVII веке. Удерживала Просянский пруд, в котором испытывался один из трёх ботов потешной флотилии Петра I.
Место называют также Жуковская плотина или (местные жители) просто «холмы», реже — «дамба».
Бывшая акватория Просянского пруда представляет исключительную флористическую и фаунистическую ценность.

### «Пятачок»
Рядом с метро «Измайловская» находится так называемый «пятачок» — большая поляна Измайловского парка. С 1960-х годов Измайловский пятачок является традиционным местом сбора и отдыха пожилых людей. Здесь они танцуют и поют песни, вспоминая молодость. Каждые выходные эти люди собираются на пятачке.

## Водоёмы природно-исторического парка «Измайлово»

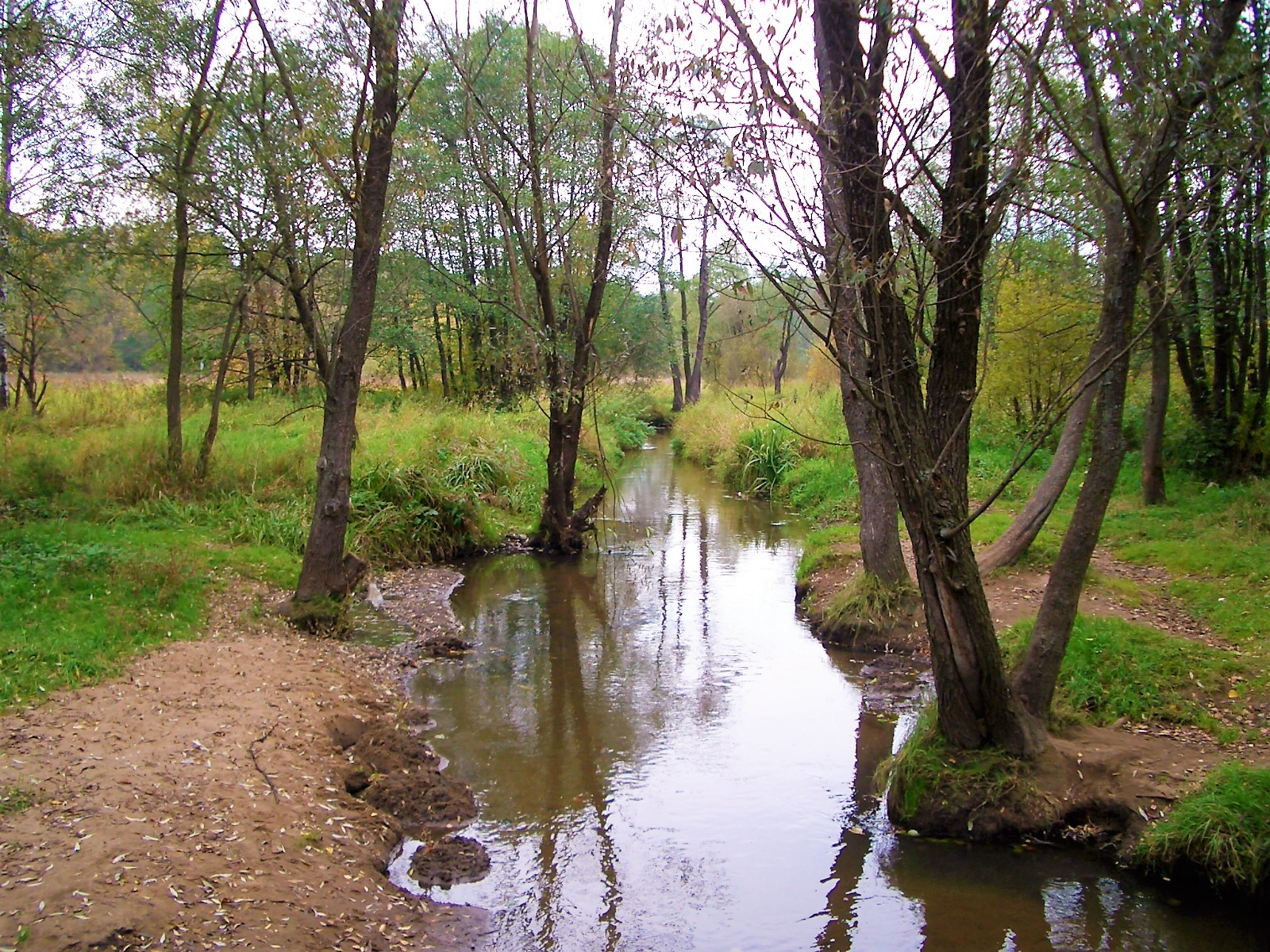
Река Серебрянка

В настоящее время на территории парка в бассейне р. Серебрянки находится каскад Измайловских и Терлецких прудов

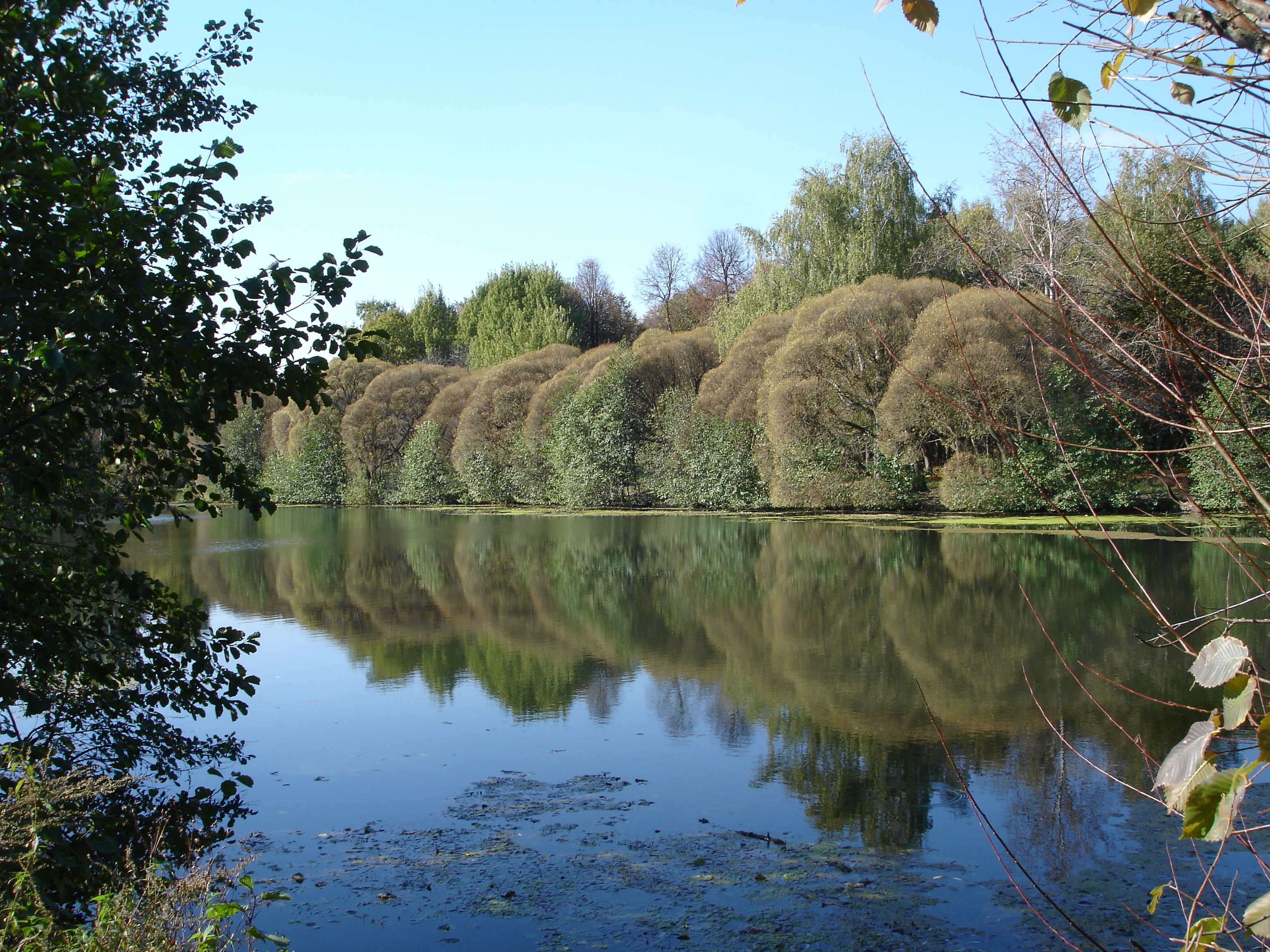
Совхозный пруд

- Круглый пруд. Расположен в западной части парка, ранее назывался Софроновским. Имеет остров и лодочную станцию.
- Лебедянский пруд. Площадь 16 га. Располагается в долине реки Серебрянки, русло которой в настоящее время отведено от пруда, ставшего почти не проточным. Используется как зона отдыха. Глубина (2—3 метра) регулируется двумя стокоприёмниками на северном окончании пруда. Окружён узкой полосой травяного пляжа и лесом. Исключительно декоративен. Первый стокоприёмник имеет квадратную форму, заключён в вертикальные бетонные плиты. Второй стокоприёмник ограничен массивными наклонными плитами.
- Красный пруд. Водоём расположен в течении Красного ручья, в естественных берегах, в западной части Измайловского лесопарка, в 0,6 км северо-восточнее пересечения Главной аллеи и Елегинского проспекта. Вытянут на 360 м в северо-восточном направлении. Ширина — до 90 м, площадь — 2 га. Удерживается земляной дамбой, укреплённой бетоном, высотой 2,5 м. По плотине проходит асфальтовая дорожка. До 1970-х годах, в связи с отсутствием плотины на северном берегу, имел очертания в несколько раз меньше, чем в настоящее время.
- Серебряно-Виноградный пруд. Находится в пойме реки Серебрянки недалеко от станции метро «Партизанская». Площадь пруда 17,5 га. Средняя глубина 2,5 метра, дно песчаное, пологое.
- Совхозный пруд.
- Собачий пруд.
- Олений пруд. Пересыхающий пруд. Склоны естественных берегов в зимнее время используются отдыхающими для спуска на лыжах. Согласно многим источникам, здесь началась история русского флота.
- Декоративные пруды. Три пруда, соединённые между собой протоками. Первый пруд соединён также с Оленьим прудом.
- Терлецкие пруды. Пять водоёмов, расположенные территории Терлецкого лесопарка на юго-востоке (за Шоссе Энтузиастов): Ольховый пруд, Купальный пруд, Утиный, Западный и Восточный пруды.
- Река Серебрянка[16].
- Липитинский, Косинский, Чёрный ручьи.
- Очистные сооружения на месте Большого Ивановского пруда. Вода грязная, с сине-зелёными водорослями. Используются как приёмники стока ливневых вод.
- Болота занимают небольшую площадь.

Обзор водных объектов есть на сайте Измайловского лесопарка, подробнее — см.

## Флора и фауна природно-исторического парка «Измайлово»
Старинный парк сохранил свою красоту и многообразие живой природы.
Северную часть занимают светлые берёзовые рощи, а ближе к Шоссе Энтузиастов растут дубово-липовые леса, памятники природы. Вдоль парковых аллей, на западе и близ «Царской пасеки», растут мощные 120—140-летние лиственницы. В долине Серебрянки и её притока Чёрного ручья сформировались пойменные леса из чёрной ольхи. Берега прудов занимают ивняки — особенно красивы шаровидные ивы у Совхозного пруда.
Посетители парка могут увидеть уникальные природные объекты, объявленными памятниками природы: липняк с редкими видами трав, болото со сплавиной, старый лиственничник, дубняк лещиново-снытьевый, черноольшанник, красивейшую долину реки Серебрянки.
Очень много посадок интродуцированных деревьев и кустарников, как средневозрастных, так и молодых. Из редких и ценных пород в парке встречаются бархат амурский и орех маньчжурский, немногочисленные экземпляры робинии псевдоакации. Местами растут лиственницы сибирские и европейские, яблони домашние, разные сорта груши, вишни. Единичны посадки конского каштана обыкновенного. По всему парку встречаются сирень венгерская и сирень обыкновенная.
Сравнительно много дёрена белого. Кизильник блестящий большей частью образует живые изгороди. Местами встречаются спирея японская, спирея дубравколистная, барбарис Тунберга, барбарис обыкновенный, в том числе и его пурпурная форма. Немного пузыреплодника калинолистного, караганы древовидной (в том числе куст караганы древовидной формы Лорберга). Отмечены посадки шиповника морщинистого, снежноягодника белого, жимолости татарской, чубушника, форзиции средней. Встречаются молодые туя западная, можжевельник казацкий, вишня войлочная, лимонник китайский.
Более 500 видов растений выявлено в парке, среди которых около полусотни видов являются редкими или уязвимыми в условиях города Москвы. В числе охраняемых: волчеягодник, подлесник, первоцвет, синюха, горец змеиный, калужница, купальница, жёлтый ирис, медуница, горицвет, незабудки, колокольчики, растения семейства орхидных,прострел обыкновенный.
Ещё в начале прошлого столетия в Измайлово водились волки, барсуки, лисицы. Сейчас животный мир парка стал беднее, но тем не менее, здесь обитают несколько лисиц, зайцы-беляки и русаки, горностаи, ласки, куницы, ондатры, белки, ежи. На территории парка встречается 3 вида амфибий, занесённых в Красную книгу Москвы: обыкновенный тритон, травяная лягушка и остромордая лягушка.
Многочисленно и «птичье царство»: более ста видов пернатых зафиксировано в Измайлово, из них 75 видов устраивают гнездовья и выводят птенцов. Среди них — тетеревятник, перепелятник, совы — ушастая и серая неясыть, дятлы — желна и белоспинный, ворон и другие. Очень много певчих птиц. Это говорит о том, что на территории парка сохранились малонарушенные лесные сообщества, где птицы могут жить и выводить птенцов.

## Галерея

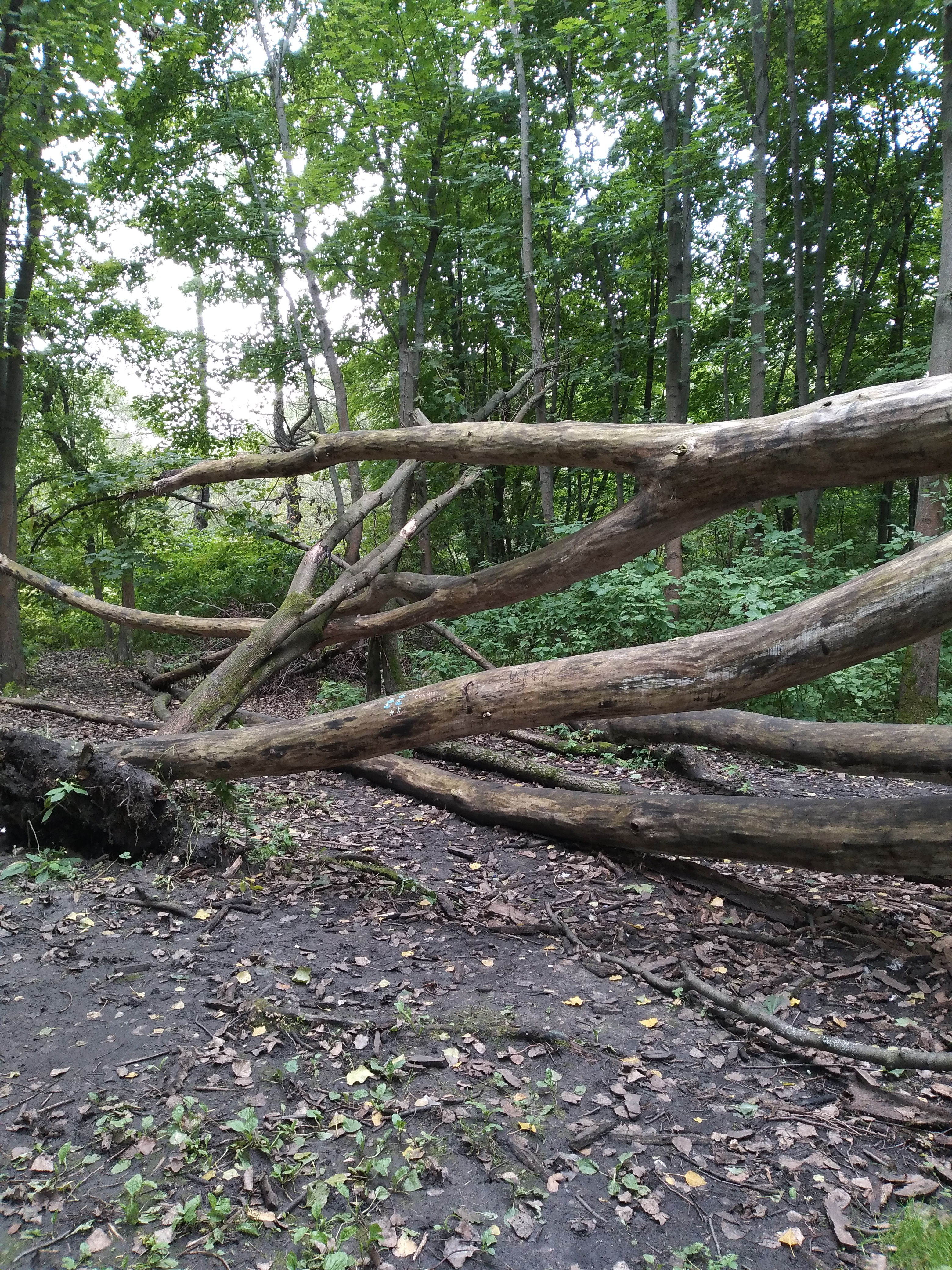
В Измайловском лесу
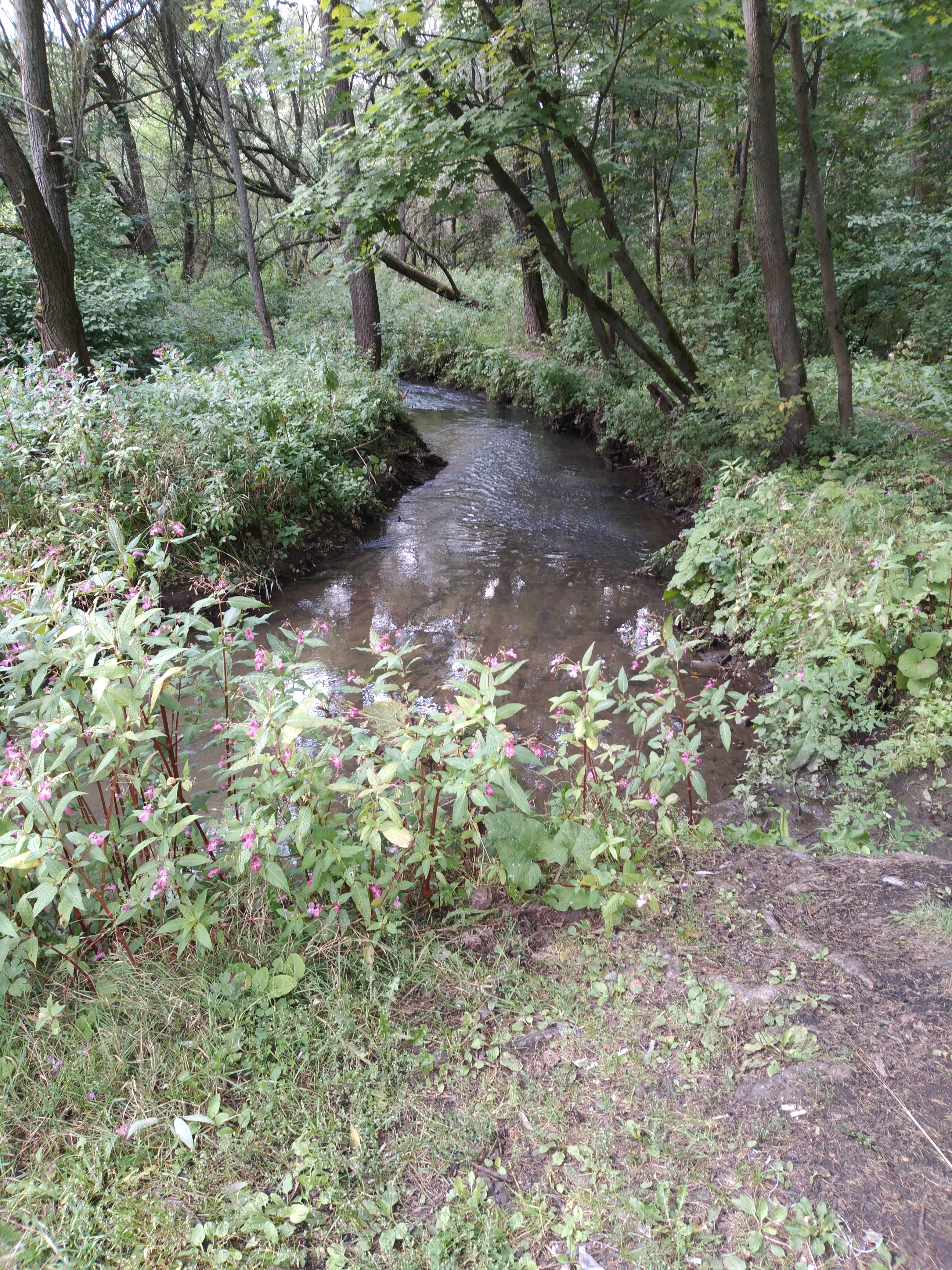
Река Серебрянка
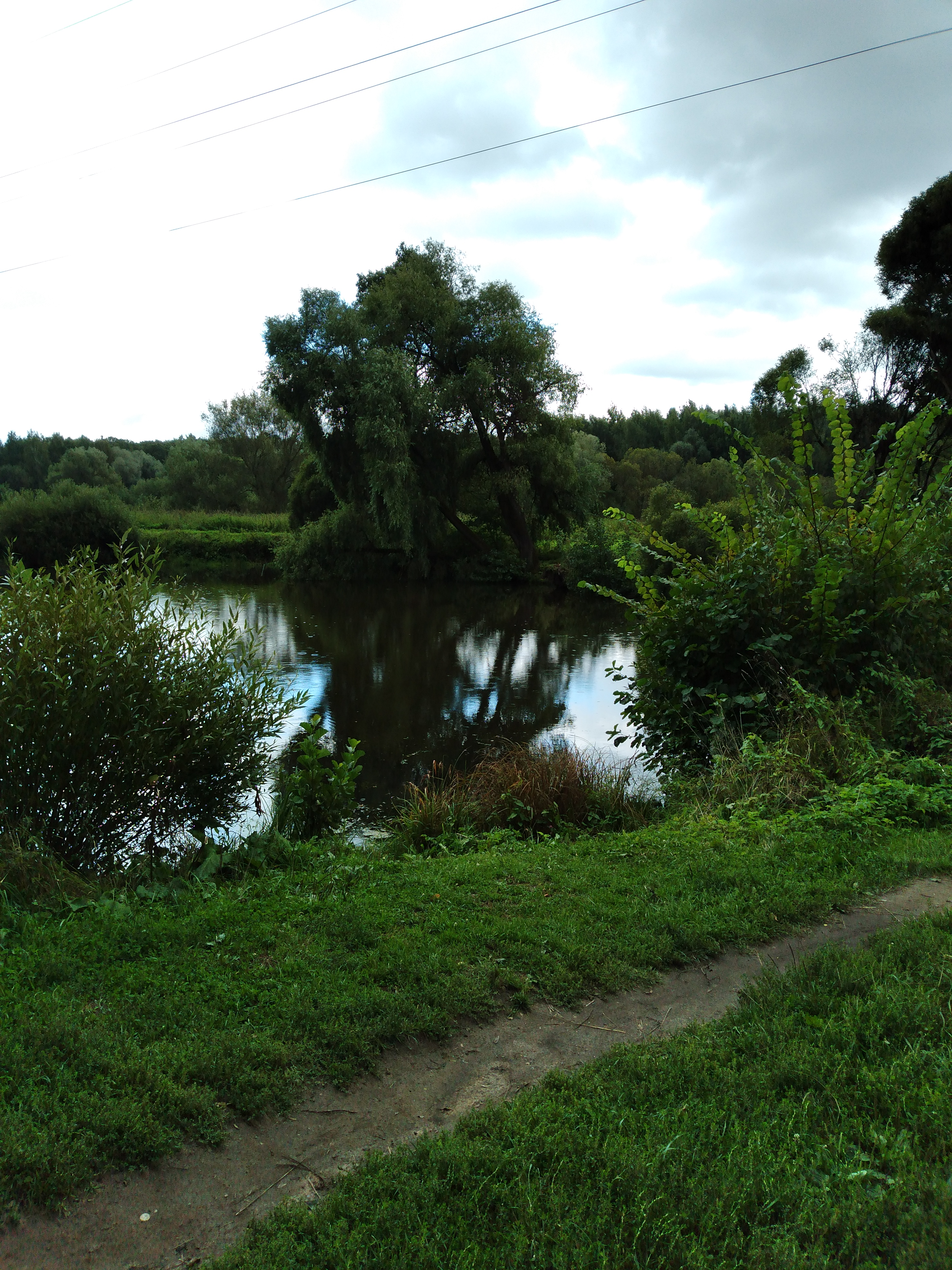
Пруд. Измайловский парк
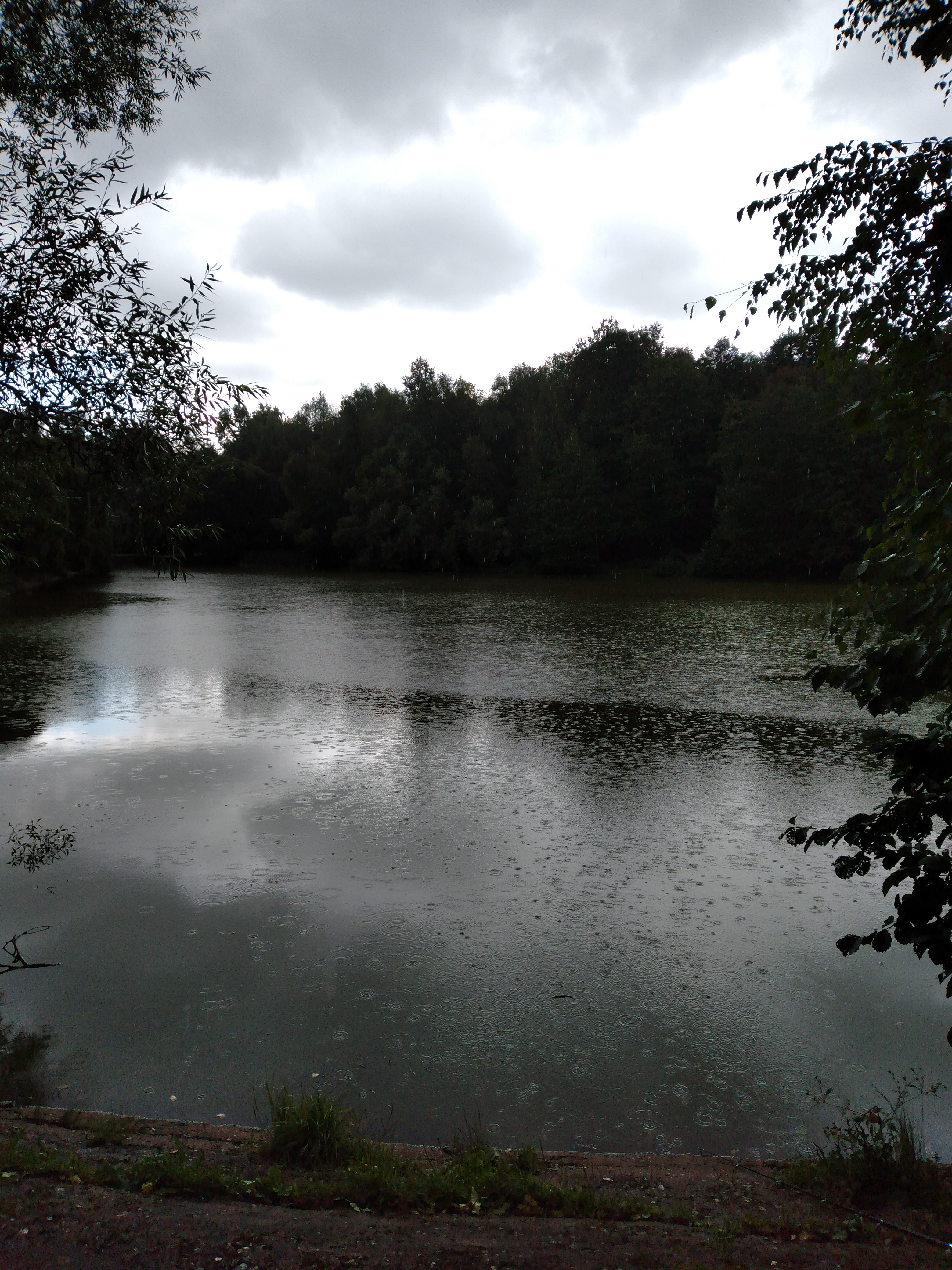
Третий Пруд. Измайловский парк
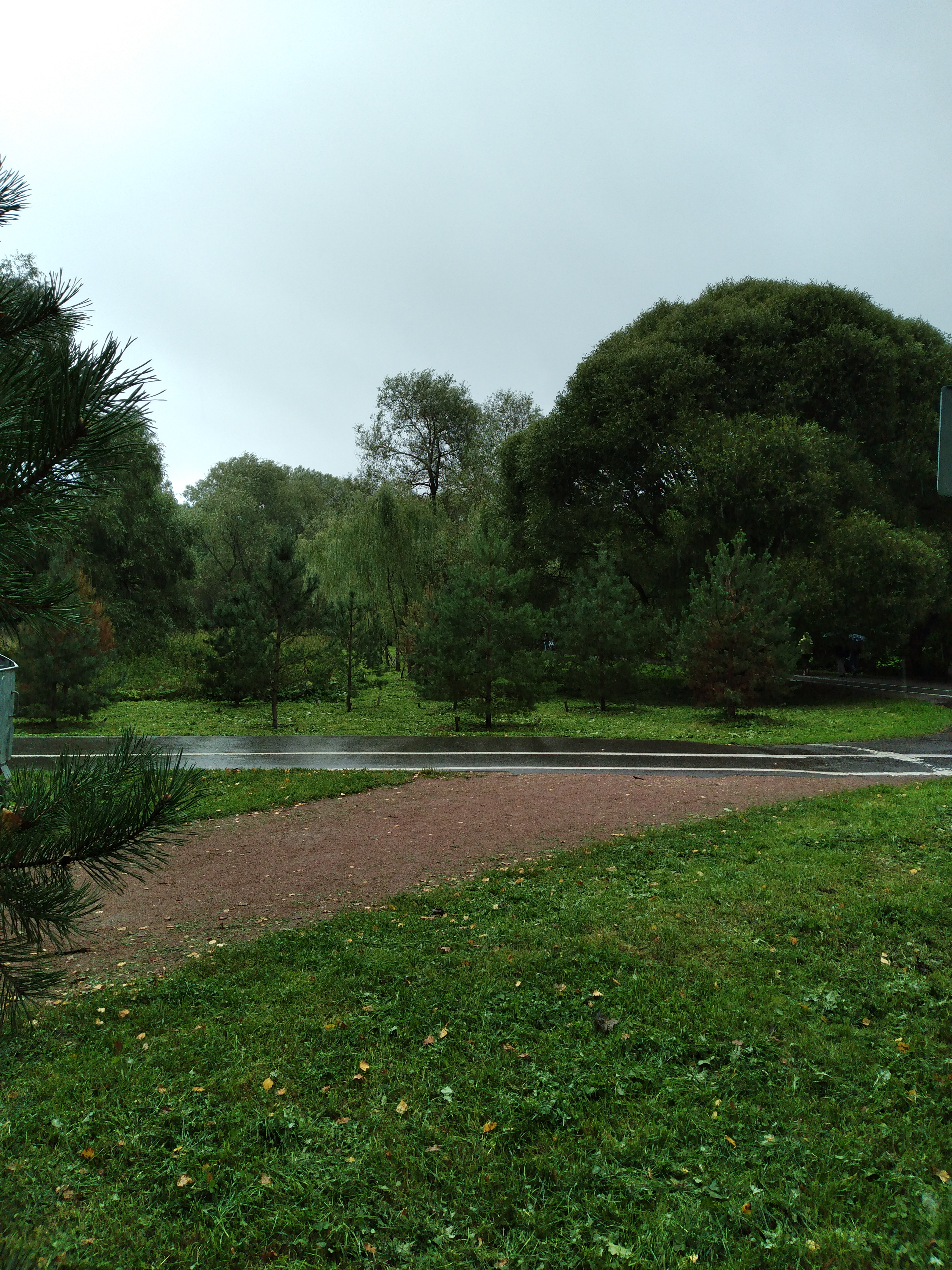
Дождь. Измайловский парк